# David Burnett
Pour les articles homonymes, voir Burnett.
David Burnett, né le 7 septembre 1946 à Salt Lake City, est un photojournaliste américain de magazine.

## Biographie
Il est diplômé de Colorado College en 1968 et commence à travailler comme photographe pigiste pour Time et Life, d'abord aux États-Unis puis au Viêt Nam. Après deux années au Viêt Nam, il rejoint l'agence photo Gamma et parcourt le monde pendant deux ans pour son service de presse.
En 1976, il cofonde à New York avec le journaliste franco-britannique Robert Pledge l'agence de photojournalisme Contact Press Images. Il voyage et travaille beaucoup pour la plupart des grands magazines aux États-Unis et en Europe. 
À partir de 1979, il publie de nombreux articles sur la révolution iranienne dans Time (en particulier un portrait de l'ayatollah Khomeini pour « Homme de l'Année »). Il couvre les Jeux olympiques d'été depuis 1984. En 2004, il utilise une gamme d'appareils photo et de films désuets, reçoit des critiques positives dans la presse photographique et le New York Times.
En 2004, Burnett utilise une chambre photographique « Speed Graphic », un appareil grand format, avec un objectif 178 mm f/2.5 Aero-Ektar récupéré d'un appareil K-24 pour la photo aérienne, pour couvrir la campagne présidentielle de John Kerry,.
En 2006, il est exposé aux Rencontres d'Arles, France.
En 2009, Burnett publie un livre intime, d'images inédites, du chanteur de reggae Bob Marley, intitulé « Soul Rebel ».
En octobre 2021, Burnett avec Danny Boy O'Connor, directeur exécutif du musée The Outsiders House Museum, publient le livre The Outsiders ‘Rare and Unseen’, qui contient 148 photos du film The Outsiders (1983) de Burnett, qui étais le photographe de plateau. O'Connor, qui a organisé les photos, explique : « Nous avons d'abord récupéré le premier lot de photos, puis [Burnett] a dit qu'il y en avait peut-être d'autres. Ils ont trouvé les photos plus brutes, et pour moi, c'est là que ça devient intéressant, car elles ne sont pas retouchées, les gens sont plus naturels, ils ne posent pas. »

## Récompenses et distinctions
David Burnett a remporté des dizaines de récompenses de premier plan pour son travail, en particulier :
- 1974 : Prix Robert Capa Gold Medal du « Overseas Press Club » pour son travail au Chili en collaboration avec Raymond Depardon et Charles Gerretsen,
- 1980 : World Press Photo de l'année.
- 1980 : « Magazine Photographer of the Year » de la « National Press Photographers Association »,
- 2016 : Lucie Award du photojournalisme

## Sources
- le site de David Burnett
- « David Burnett ». The New York Times. (Cette page multimédia requiert Macromedia Flash Player 6.)